# Минги (узбеки)

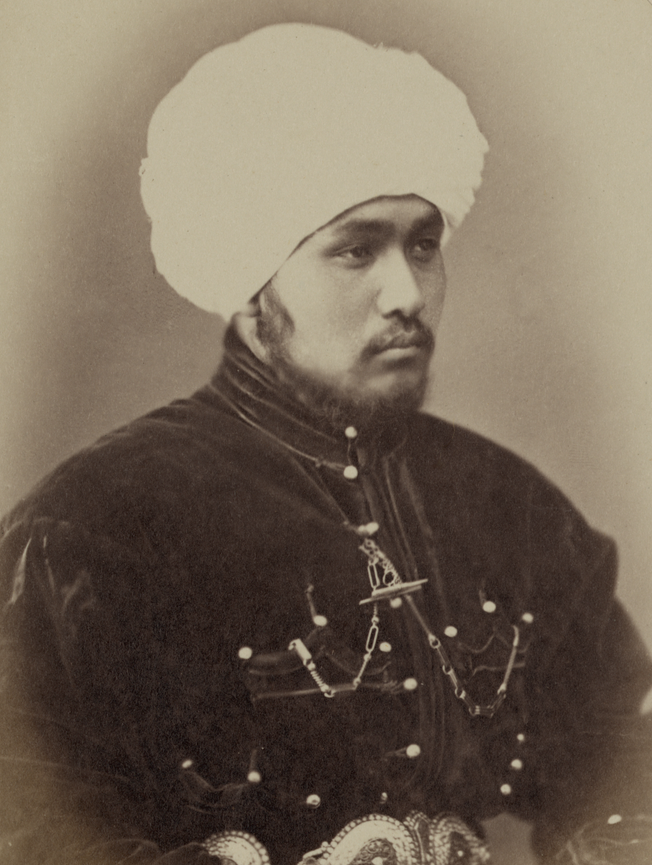
Портрет хана Насриддин-бека в «Туркестанском альбоме», созданном по распоряжению генерала К. П. фон Кауфмана (1818-1882)

Ми́нги — средневековое племя, образованное вначале как военная единица (от древнетюркского минг — «тысяча»), с XVI века упоминаемое на территории Мавераннахра как узбекское племя. В 1709—1876 гг. — правящая узбекская династия в Кокандском ханстве.
Самое раннее упоминание о мингах в Мавераннахре относится к XV веку. По вопросу их происхождения существуют различные версии.
По преданиям, история узбеков-мингов была связана с такими племенами как кырк и юзы, что может свидетельствовать о тюркской основе их происхождения. Исследователь Ч. Валиханов зафиксировал предания о 96 узбекских племенах, в число которых входили: минги, юзы и кырки. По его мнению, они являлись потомками древних тюрков.

## Версии происхождения
Академик В. Бартольд считал их узбекским племенем.
В одних источниках, по данным казахских ученых, кокандские минги возводили свою мифологическую родословную к Бартан-баатуру, деду Чингисхана. Минги — правители Кокандского ханства — своё происхождение связывали с Захириддином Бабуром, через него — с Тимуром и династией Тимуридов.
В других источниках узбекская правящая династия минг возводила свое происхождение к пророку Мухаммаду.
Некоторые авторы писали о монгольском происхождении мингов. Одним из первых данную версию озвучил Г. Н. Потанин. По Г. Е. Грумм-Гржимайло, часть племени минг (мингат) с территории Монголии была отброшена на запад, где вошла в XIV веке в узбекский союз.

## История
В тимуридскую эпоху отдельные группы узбеков-мингов жили в Мавераннахре. В начале XVI века некоторые группы мингов входили в состав войска Шейбани-хана при походе из Дашти-Кипчака на Мавераннахр. Многочисленные письменные источники указывают на большую численность узбеков-мингов в XVI в. в Ферганской и Зеравшанской долинах, Джизаке, Ура-Тюбе. Беки Ура-Тюбе и Ургутa были из рода мингов. В бассейне Зеравшана узбеки-минги были также многочисленны.
Во второй половине XVI в. часть их откочевала отсюда в сторону Балха, а оставшиеся заняли юго-восточные районы оазиса, предгорные районы Зеравшанского хребта и верхнего течения Казанарыка.
В царствование Абдулла-хана II, во второй половине XVI столетия, часть мингов и притом родовитых и богатых, вследствие притеснений со стороны правительства, оставила берега Зерафшана и перекочевала на Аму-Дарью, к стороне Балха. В это же царствование оставшиеся в Заравшанском бассейне минги, по преимуществу бедные, заняли Ургутский туман.
В XVIII в. узбекский род мингов стал правящей династией в Кокандском ханстве. К этому времени узбеки-минги в большинстве осели и потому опирались на оседлых (прежде всего городских) жителей, чья поддержка имела большое значение для устойчивости их власти.
В 1745 г. минги, юзы, кыпчаки, кыргызы объединились в борьбе против войск калмыцких военачальников Септена и Хотола.

## Описание
Племя минг входит в списки 92 узбекских племён на первом месте, наряду с племенами йуз, кырк и джалаир.
Узбеки-минги жили в юго-восточной части Заравшанского округа и в аму-дарьинском бассейне около Гиссара, Байсуна; Ширабада, Дейнау, Балха, в Кундузских владениях и в Хивинском ханстве.
По переписи 1920 года минги были второй по численности родо-племенной группой узбеков в Самаркандском уезде и насчитывали около 38 тысяч человек.
Узбеки-минги Зеравшанской долины делились на 3 больших рода, которые, в свою очередь, делились на более мелкие рода: 1. тугали (ахмат, чагир, туйи намоз, окшик и др.), 2. боглон (чибли, кора, мирза и др.), 3. увок тамгали (алгол, чаут, жайли, урамас, тукнамоз, киюхужа, ярат). Род тугалы был бекским.
Узбеки рода минг живут также в некоторых районах северного Афганистана: Балхе, Мазари-Шарифе, Меймене и Ташкургане.

## Правители Кокандского ханства
1. Шахрух-бий II Медведь, сын Ашур-Кул Шахмаст-бия, бий племени Минг, аталык государства Аштарханидов, бий города Ферганы (1704—1710), суверенный бек Ферганы (1710—1721)
2. Абдурахим-бий, сын Шахрух-бия II, бий племени Минг и бек Ферганы (1721—1739). В 1721—1732 гг. правил Ферганой из кишлака Дехкан-Туда, в 1732 г. построил г. Коканд, который стал столицей.
3. Абдукарим-бий, сын Шахрух-бия II, бий племени Минг и бек Коканда (1739—1751 (1765)), правил в Коканде.
4. Шады-бий, сын Шахрух-бия II, бий племени Минг и бек Коканда (1739—1748), правил в Маргелане.
5. Сулейман-бек, сын Шады-бия, бий племени Минг и бек Коканда (1748—1778), правил в Маргелане (1-й раз)
6. Низам ад-Дин Мухаммад Баба-бий, сын Абд ар-Рахим-бия, бий племени Минг и бек Коканда (1751—1752)
7. Ирдана-бий, сын Абд ар-Рахим-бия, бий племени Минг и бек Коканда (1752—1769 (1765—1778)), правил в Коканде.
8. Сулейман-бек, сын Шады-бия, бий племени Минг и бек Коканда (1769—1770 (1778)), правил в Коканде 3 месяца. (2-й раз).
9. Нарбута-бий, сын Абд ар-Рахмана внук Абд ар-Керим-бия, бий племени Минг и бек Коканда (1770—1798 (1778—1807))
10. Алим-хан, сын Нарбута-бия, 1-й хан Коканда (1798—1809 (1807—1816)).
11. Сайид Мухаммед Умар-хан, сын Нарбута-бия, хан Коканда (1809—1822 (1816—1821))
12. Сайид Мухаммад Алихан (Мадали-хан) (1809 — апр. 1842), сын Сайид Мухаммед Омар-хана, хан Коканда (1822—1842 (1821 — апр. 1842)).
13. Султан-Махмуд (? — апр.1842), сын Сайид Мухаммед Омар-хана, хан Коканда (апр. 1842).
14. Насрулла-хан, Бухарский хан, хан Коканда (5 апр. 1842 — 18 апр. 1842)
15. Сайид Мухаммед Шир-Али-хан (1792—1845), сын Хаджи-бия внук Абд ар-Рахмана правнук Абд ар-Керим-бия, хан Коканда (июнь 1842—1845).
16. Сарымсак-хан (? — 05.02.1845), сын Сайид Мухаммед Шир-Али-хана, хан Коканда (1845).
17. Мурад-хан, сын Алим-хана, хан Коканда (1845 (11 дней)).
18. Сайид Мухаммед Худояр-хан, сын Сайид Мухаммед Шир-Али-хана, хан Коканда (1845—1851) (1-й раз)
19. Абдулла-бек, дальний родственник Худояр-хана, хан Коканда (1851 (несколько дней))
20. Сайид Мухаммед Худояр-хан, сын Сайид Мухаммед Шир-Али-хана, хан Коканда (1851—1858) (2-й раз)
21. Сайид Бахадур Мухаммед Малля-хан, сын Сайид Мухаммед Шир-Али-хана, хан Коканда (1858—1862).
22. Султан Шах-Мурад-хан, сын Сарымсак-хана, хан Коканда (1862)
23. Сайид Мухаммед Худояр-хан, сын Сайид Мухаммед Шир-Али-хана, хан Коканда (1862 (1 месяц)) (3-й раз)
24. Мир Музаффар ад-дин Хан, Бухарский хан, хан Коканда (1862 (1 месяц)) (1-й раз)
25. Алим-Кул, хаким Маргелана, хан Коканда (1862 (1 месяц))
26. Сайид Мухаммед Худояр-хан, сын Сайид Мухаммед Шир-Али-хана, хан Коканда (1862) (4-й раз)
27. Календер-бек, сын Сайид Мухаммед Али-хана, хан Коканда (1862 (1 месяц)). Правил в Чусте.
28. Мир Музаффар ад-дин Хан, Бухарский хан, хан Коканда (1862—1863) (2-й раз)
29. Мухаммед Султан-Сеид-хан, сын Сайид Бахадур Мухаммед Малля-хана, хан Коканда (июль 1863 — июнь 1865).
30. Хайдар-бек (Худай-Кул-бек/Бельбакчи-хан), сын Шахруха, внук Алим-хана, хан Коканда (июнь 1865 — июль 1865)
31. Сайид Мухаммед Худояр-хан, сын Сайид Мухаммед Шир-Али-хана, хан Коканда (июль 1865 — 22.07.1875) (5-й раз)
32. Насир ад-дин-хан, сын Сайид Мухаммед Худояр-хана, хан Коканда (22.07.1875—09.10.1875) (1-й раз)
33. Насир ад-дин-хан, сын Сайид Мухаммед Худояр-хана, хан Коканда (28.01.1876—19.02.1876) (2-й раз)